# Sinagoga vecchia di Charleston

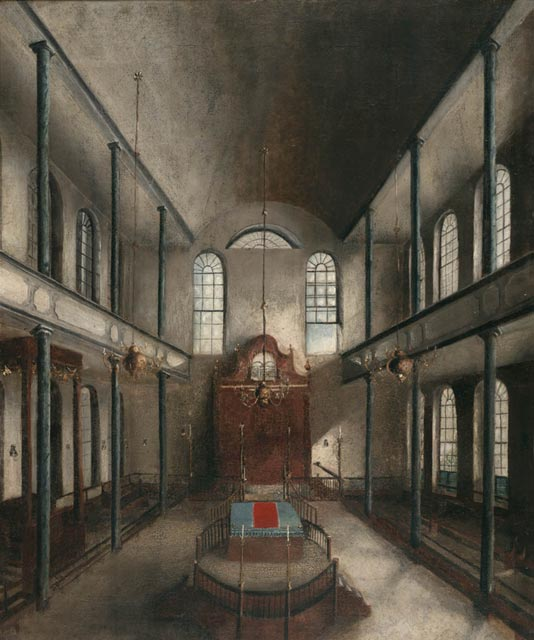
L'interno della sinagoga in un dipinto di Solomon Carvalho

La sinagoga vecchia di Charleston, oggi scomparsa, era una sinagoga del periodo precedente alla guerra civile americana. Costruita nel 1794 nel centro di Charleston (Carolina del Sud) in stile georgiano, fu distrutta nell'incendio della città del 1838. Sul suo sito fu edificata nel 1841 la neoclassica sinagoga Kahal Kadosh Beth Elohim, tuttora esistente.

## Storia (1794-1838)
La comunità ebraica di Charleston (Carolina del Sud) si era costituita nel 1749, ancora in periodo coloniale, da ebrei sefarditi provenienti dai Caraibi. In breve era divenuta la più numerosa e fiorente comunità ebraica del Nord America con oltre 500 membri. Nel 1794, all'indomani della Guerra d'indipendenza americana, nel nuovo clima di libertà sancito dalla Costituzione americana, era stata inaugurata nel centro di Charleston la grande sinagoga in stile georgiano, la più imponente allora di tutta l'Unione.
L'edificio sorgeva isolato su una via cittadina molto trafficata (al n.90 di Hasell Street), da cui era separato da una semplice recinzione in ferro. Lo stile prescelto, con tanto di campanile, rendeva la sinagoga praticamente indistinguibile all'esterno dalle molte chiese cristiane della città. Locazione e forma segnavano anche visivamente la raggiunta integrazione della comunità ebraica all'interno del tessuto religioso e sociale cittadino.
L'interno, che ci è giunto in un dipinto d'epoca di Solomon Carvalho, riprendeva lo schema tradizionale delle sinagoghe ortodosse sefardite con il leggio per la lettura della legge al centro della sala, l'arca santa addossata alla parete orientale e i matronei disposti a galleria su balconate sorrette da colonne. Grandi finestre illuminavano la sala sui due piani di costruzione.
La sinagoga vecchia di Charleston non sopravvisse a lungo; fu distrutta in modo irreparabile nel grande incendio che nel 1838 divorò buona parte della città. Di essa restano oggi solo alcuni disegni d'epoca e la recinzione in ferro che una volta la circondava. Sul suo sito fu costruita nel 1841 la neoclassica sinagoga Kahal Kadosh Beth Elohim, tuttora esistente.